# Рапаньяно
Рапаньяно (італ. Rapagnano) — муніципалітет в Італії, у регіоні Марке,  провінція Фермо.
Рапаньяно розташоване на відстані близько 170 км на північний схід від Рима, 55 км на південь від Анкони, 11 км на захід від Фермо.
Населення — 2139 осіб (2014).
Щорічний фестиваль відбувається 24 червня. Покровитель — святий Іван Хреститель.

## Демографія
Населення за роками:

Станом на 1 січня 2023 року в муніципалітеті офіційно проживало 176 іноземців з 23 країн, серед них 41 громадянин країн Євросоюзу.

## Сусідні муніципалітети
- Фермо
- Гроттаццоліна
- Мальяно-ді-Тенна
- Монте-Сан-П'єтранджелі
- Монтеджорджо
- Торре-Сан-Патриціо